# Jorge Holguín Uribe
Jorge Holguín Uribe (Bogotá, 5 de enero de 1953 - Copenhague, Dinamarca 3 de noviembre de 1989) fue un matemático, catedrático y artista polímata colombiano.
Su trabajo se dio en varios campos: Fue escritor de novelas, libros científicos sobre matemáticas y artes escénicas, ilustrador, fotógrafo, pintor, y coreografo de varias obras de teatro, así como bailarín en otras producciones. Alternó su trabajo entre su natal Colombia y Dinamarca.
Jorge perteneció a la Sociedad Colombiana de Matemáticas, a la American Statistical Association, y a la Asociación danesa de escritores. Ocupó brevemente algunos cargos diplomáticos por su pertenencia a la poderosa familia Holguín en distintos gobiernos.
Falleció en la mediana edad, por complicaciones derivadas del SIDA.

## Biografía
Jorge nació el 5 de enero de 1953 en Bogotá, Colombia, en un hogar tradicional de la ciudad, siendo sus padres Jorge Holguín Pombo y Mariluz Uribe Jaramillo.
Descubrió su pasión por las artes cuando comenzó a pintar luego de una incapacidad por una fractura en su pierna luego de un partido de fútbol, graduándose a los 16 años del Colegio Helvetia de Bogotá en 1969.
Realizó cursos de fotografía con Philippe Coutant en 1969, y presentó su primera exposición de pintura en la Galería Doroteum ese mismo año. Realizó un semestre de arquitectura en la Universidad Javeriana, donde también desarrolló una afición por la lectura y la escritura.
En 1970 permaneció por un año en un Kibutz, Israel cerca de la frontera con Siria, trabajando y estudiando el hebreo y la cultura del país. Escribió cuentos sobre sus experiencias, amistades y vivencias en ese país. Incluida “la guerra de los 3 días” y también se interesó por la fotografía.
A su regreso a Colombia estudió Matemáticas en la Pontificia Universidad Javeriana, donde se graduó con la tesis "Arte y Matemáticas" en 1974. También estudió Integración Docente en la Universidad Jorge Tadeo Lozano en el mismo año.
Hizo un Laboratorio de Docencia matemática y en la misma Universidad fue profesor de tiempo completo, alternando su carrera de matemático con la de artista, y dictando cátedra en ambas materias en su alma mater. En la Universidad comenzó a trabajar en teatro con Humberto Quintero y con la entonces joven actriz Carmenza Gómez, en 1975.
En 1980, viajó a Vancouver, Canadá donde obtuvo un Magíster en Estadística en la Universidad Simon Fraser. Trabajó como Profesor asistente en Matemáticas y Estadística en esta Universidad y colaboró allí en el periódico The Peak. En la misma Universidad se graduó luego en Artes de la Representación.
Con la bailarina Kathryn Ricketts organizó su primera compañía de Danza-teatro, siguiendo las tendencias modernas de Graham y de Bausch, 1980-82. Fue guionista, director y actor en producciones cinematográficas en Vancouver. Director artístico del “Simon Fraser Student Show”, 1982. Artista invitado en las Compañías: Mountain Dance Theatre y Western Front, 1980-82. Organizador de “Open Showings”, 1981-82.
Hacia 1982 viajó a Europa. Primero estuvo en Alemania, como profesor invitado en Sttugart y Bonn. Luego fijó su residencia en Copenhague, Dinamarca, donde reorganizó su Compañía de Danza-Teatro, presentando un promedio de tres o cuatro espectáculos al año, 1982-89. Fue profesor permanente de Danza en la Escuela del Gobierno danés. Copenhague 1982-84.
También continuó escribiendo, pintando y haciendo fotografía, “cajas” y collages.
Presentaciones en el Museo de Arte Moderno de Medellín. Y en los teatros Skandia y La Mama, de Bogotá con “La Esfinge”, “El Escolar”, “Filete de pescado”, “La silla del noble vienés”, “Tango” 1985. Algunas de esas obras fueron emitidas por televisión. Y en la Universidad de Medellín, con bailarines locales, presentó “La Patasola", que después llevó con ellos al Festival Palais d’Hiver de París. Otra obra para el Festival de Egipto y otra para la Festival de la Reina. Sin olvidar el Festival de Cine de Bogotá invitado por Henry Laguado.1986.

### Vida en Dinamarca
Era católico practicante y en Copenhague asistía a la iglesia Filipina, una de las pocas católicas de esa capital. Se daba el lujo de encender todas las velitas disponibles y conversaba con el párroco, que se distinguía por ser norteamericano y usar botas de cowboy.
Jorge Holguín fue Agregado Cultural ad honorem, en la Embajada de Colombia en Dinamarca, en ese entonces con el embajador Pedro López Michelsen. Los últimos años de su vida los pasó en Copenhague en su casa de un piso, en Steenblichers Vej, con un jardín salvaje que él no dejaba cortar.
Siempre estuvo acompañado de su amiga la bailarina canadiense Kathryn Ricketts, que permaneció con él hasta el último momento. Ella tomó luego la dirección del “Jorge Holguín Danseteater”, hasta que volvió a Canadá a la misma Universidad donde se había conocido bailando con Jorge. Ahora escribe, trabaja en su Ph D, baila y da clases para discapacitados y enfermos terminales.

### Enfermedad y muerte
Tras haber triunfado en Copenhague, hasta presentarse en el Teatro de la Reina, y de llevar su compañía por varias partes del mundo, los tres países escandinavos, y Egipto, Francia, y Colombia, a Jorge lo sorprendió el VIH/sida que lo llevaría a la muerte.
Diecisiete veces, en sus últimos dos años de vida, estuvo hospitalizado en el Hospital de Hvidovre, Dinamarca.
En la biblioteca del Hospital se conservan algunos de los libros de Jorge traducidos al danés, como "Pafi el virus y yo" traducción de Paloma Estrada, y "Giorgio" publicado en danés e inglés por Rhodos, Copenhague en 1509

## Familia
Jorge Holguín pertenece a varias prestigiosas familias colombianas.
Su padre era Jorge Eduardo Lázaro Holguín Pombo, quien era nieto del político y diplomático Jorge Holguín Mallarino (presidente de Colombia en dos oportunidades), y sobrino nieto del también político y diplomático Carlos Holguín Mallarino (también presidente de Colombia, entre 1888 y 1892). Los Holguín Mallarino eran sobrinos por línea materna del político Manuel María Mallarino (también presidente de Colombia, en los años 50 del siglo XIX). Todos los políticos mencionados han estado vinculados con el Partido Conservador colombiano.
Por otro lado, la abuelo paterna de Jorge, Cecilia Arboleda de Holguín, era hija del político conservador Julio Arboleda Pombo (presidente de Colombia por breve tiempo), sobrina del poeta Sergio Arboleda Pombo, y descendiente de los Pombo (del poeta Rafael y el militar Lino de Pombo) y de los Mosquera, familia a la que también pertenecieron los expresidentes Joaquín y Tomás Cipriano de Mosquera.
La madre de Jorge Holguín Uribe estaba emparentada a su vez con el político liberal Rafael Uribe Uribe, el artista Juan de Dios Uribe, y el político Ricardo Uribe Escobar (famoso por favorecer los derechos de las mujeres en Colombia).

## Obra

### Literatura
- Arte y Matemáticas, Tesis grado, Bogotá, 1974.
- Private Dances, 1982.
- Giorgio, una tira cómica-triste, 1983.
- Futbol en las Nubes: La historia de un ángel en la tierra, para tiempos de fútbol, 1987.
- Madreselva: Leyendas de su patria, 1987.
- Mariela de los Espejos: Fascinantes narraciones de aventuras en sus viajes por el mundo, en forma de cuentos, 1987. Colombia.

### Diarios
Los más recientes publicados en la página web www.jorgeholguinuribe.com bajo el nombre de "Frente a la muerte", y de “Pafi, el virus y yo”, 1989.
Finalmente innumerables artículos en revistas y periódicos de Dinamarca, Canadá y Colombia (Estrategia), que también se pueden leer ahora en la mencionada Página.

### Danza
- “The Front Lawn”. “Un Miércoles por la tarde”. “El ahogado más bello del mundo. “Edipo rey”. *“Laberinto” Canadá.
- “Exilio”, cine, Arne Bro, Lone Nyyhus, Dinamarca.
- “Claro de luna”, (solo) TV danesa. “El sueño de la vieja dama” TV danesa. “Claro de Luna” solo. TV danesa para Escandinavia. “TheWizard” en Seattle USA.
- “Kasper Hauser” ( póstuma) Dinamarca.
- “Casa Abierta”. En un andamio en una calle de Dinamarca y en el Festival de Teatro de Colombia.
- “Las escaleras de Shadipur”, “Encaje Acrílico”, “Gentile Manishewitz”: Dinamarca y Festival Iberoamericano de Teatro, Colombia.
- “Corpus”(cine mudo en blanco y negro) Dinamarca y Festival de Cine de Laguado, Bogotá, Colombia
- “La Patasola”. Colombia y Festival Palacio de Invierno de Francia. 1986.

Otras obras para el Festival de Egipto y el Teatro de la Reina en Copenahage
- “Interlingua”, “Las 4 hermanas perversas”, “Una vida más”, “Nat Cabaret” en Dinamarca. También allí Jorge dirigió algo insólito; un ballet para automóviles. Dinamarca es un país de libertad donde se apoya mucho a los artistas. Ahora en 2010 célebre por la última reunión mundial para la conservación del Planeta.

## Homenajes
También está el sistema de teléfonos que Jorge donó para que los pacientes de tantas partes del mundo que había en su Pabellón, no permanecieran aislados.
Jorge se había graduado en el colegio suizo de Bogotá. Cuarenta años después, sus compañeros hicieron un vídeo en su honor, y en el de Virgina Estrada, al cumplirse el vigésimo aniversario de la muerte de ambos. Otros compañeros de “Coloring Book ” de X Santi que filmaron en el 86 una fiesta con él y los músicos Samper, acaban de darla a luz en You Tube, donde se encuentran también 17 videos de Jorge, incluidas entrevistas con Pilar Castaño y Armando Plata C..
En Sha'ar Ha'amakim, cerca de Tel Aviv, Israel, Jorge experimentó la siempre inesperada vida del kibutz que comenzaba por entender por la mañana en letra hebrea cuál iba a ser su trabajo del día. Inclusive “tomó té” y se conoció con el ministro de Agricultura de ese país.
Su fluidez en los idiomas lo ayudaba mucho. luego apreció las diferencias de cultura entre Canadá y Dinamarca, pues vivió la mitad de su vida lejos de la patria, en difíciles procesos de adaptación. Pero nunca perdió el contacto ni la educación colombiana. Venía a menudo y enviaba sus trabajos y colaboraciones para ser conocidos y difundidos en ella.